# بوغوص نوبار

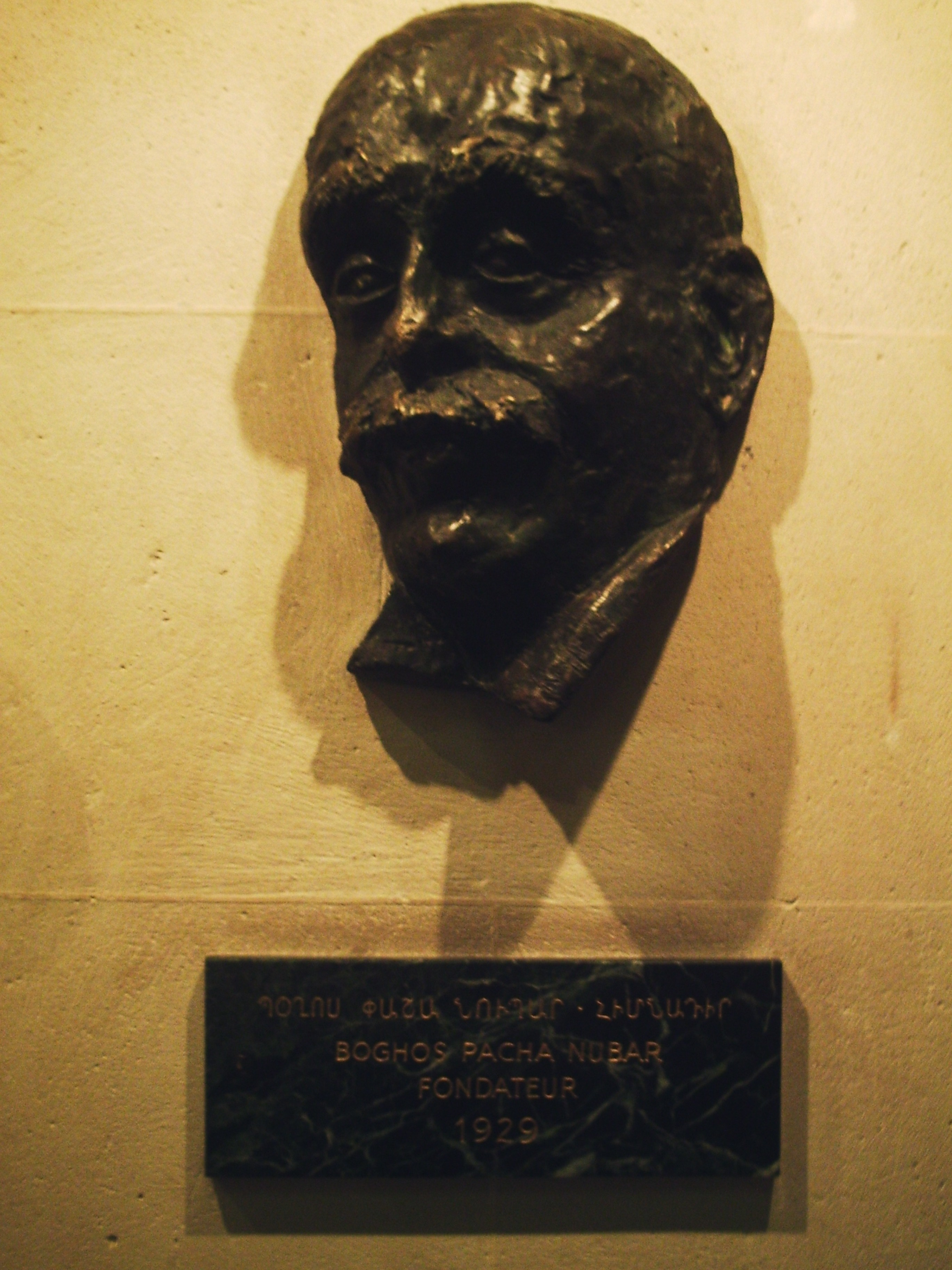
تمثال لبوغوص نوبار في باريس، نُحت سنة 1974.

بوغوص نوبار ((بالأرمنية: Պօղոս Նուպար)‏)، المعروف أيضًا باسم بوغوص نوبار باشا (Պօղոս Նուպար Փաշա) (2 أغسطس 1851 – 25 يونيو 1930) هو رجل أعمال، وسياسي أرميني مصري، ورئيس الجمعية الوطنية الأرمينية،  ابن رئيس الوزراء المصري نوبار باشا.
قام بتأسيس الجمعية العمومية الخيرية الأرمنية في 15 أبريل 1906م، وكان أول رئيس لها، وفي عام 1912 تم تعيينه من قبل بابا الكاثوليك في أرمينيا جورج الخامس كرئيس للوفود الوطنية الأرمنية.
ولد في القسطنطينية في عام 1851، في بداية عام 1912 بعث جورج الخامس بوغوص باشا إلى خزائن أوروبا لطلب الاستقلال الإداري للأرمن عن الدولة العثمانية. وفي يناير 1919 نشرت ذي تايمز رسالة من بوغوص نوبار (كمواطن عثماني) يحتج على عدم تمثيل الأرمن في مؤتمر باريس للسلام عام 1919.

## أوسمة
حصل بوغوص باشا على عدة أوسمة منها: وسام ليوبولد البلجيكي، وفي مصر حصل على النيشان المجيدي، واليشان العثماني ووقلادة النيل العظمى.